# Merleheim
Merleheim (auch Medelheim oder Merlheim) ist ein wüst gefallener Ort in der Nähe von Winterberg im Hochsauerlandkreis (Nordrhein-Westfalen). Er lag zwischen Winterberg und Silbach.

## Geschichte
Die erste urkundliche Erwähnung der Siedlung lässt sich für 1414 in einem Bredeneyer Güterverzeichnis nachweisen. Die Siedlung bestand aus acht Höfen. Sie lag abgelegen und nur durch einen um den Hillekopf führenden Hohlweg erreichbar im Tal der Namenlose. Der Ort soll um 1500 wüst gefallen sein. In einer Urkunde des Klosters Glindfeld aus dem Jahr 1543 heißt es, das Dorf Merleheim sei wüst und die Bewohner wegen kriegerischer Zeiten nach Winterberg gezogen. Die früheren Bewohner behielten aber ihre Rechte an der Gemarkung bei. Diese gehörte dann später als Mark Merleheim zu Winterberg. Als solche erscheint sie urkundlich zum ersten Mal im Jahr 1663. Im Jahr 1913 wurde die damalige Größe der Winterberger Mark Merleheim mit 278 Hektar angegeben.
In der Gemarkung fand man Werkzeuge, die auf Töpferei hindeuten. Sie stammen anscheinend aus dem 13. und aus dem 15. Jahrhundert. Spuren von Gebäuden sollen noch im 19. Jahrhundert sichtbar gewesen sein.